# انتخابات فدرال کانادا (۲۰۲۱)
انتخابات فدرال کانادا (۲۰۲۱) (انگلیسی: 2021 Canadian federal election) که رسما ۴۴مین انتخابات عمومی کانادا نامیده می شود در ۲۰ سپتامبر ۲۰۲۱ برگزار شد تا اعضای ۴۴ مین دوره مجلس عوام کانادا  انتخاب شوند. فرمان انتخابات توسط ماری می سیمون، فرماندار کل کانادا، در ۱۵ اوت ۲۰۲۱ در پی درخواست جاستین ترودو، نخست وزیر کانادا، برای انحلال مجلس و برگزاری انتخابات زودهنگام برگزار شد.
حزب لیبرال کانادا به رهبری ترودو امیدوار بود که اکثریت مطلق کرسی ها را تصاحب کند تا بتواند به تنهایی حکومت کند، با این حال نتایج نسبت به انتخابات پیشین تغییری ایجاد نشد و حزب لیبرال هرچند اکثریت آرای عمومی را از دست داد اما با کسب ۱۵۹ کرسی، اکثریت نسبی کرسی ها را به دست آورد که از ۱۷۰ کرسی حدنصاب برای تصاحب اکثریت مطلق کمتر است. همچنین، این حزب با کسب ۳۲٫۶٪  از آرای عمومی رکورد کمترین نسبت آرا برای حزب تشکیل دهنده دولت را نیز به دست آورد. حزب محافظه‌کار کانادا با حفظ ۱۱۹ کرسی، حزب مخالف اصلی در پارلمان آینده می باشد.